# Fedor von Bock
Fedor von Bock (ur. 3 grudnia 1880 w Küstrin, zm. 4 maja 1945 w Oldenburgu) – niemiecki wojskowy, feldmarszałek, dowódca grup armii „Północ”, „B”, „Środek” i „Południe”, kluczowa postać inwazji na Polskę, Holandię, Francję i Związek Radziecki, odsunięty po klęsce pod Moskwą, której planu zdobycia był autorem. Uczestnik I i II wojny światowej.

## Do wybuchu II wojny światowej
Urodził się 3 grudnia 1880 w Kostrzynie nad Odrą (niem. Küstrin), jako syn generała majora Moritza Bocka i Olgi, siostry Ericha von Falkenhayna.
W 1889 roku dołączył jako kadet do Akademii Wojskowej w Berlinie. W 1898 Fedor von Bock jako porucznik został przydzielony do V pułku. W 1905 został mianowany adiutantem, zaś w dwa lata później adiutantem pułkowym. W 1910 został skierowany na dwuletni kurs do Sztabu Generalnego.
W czasie I wojny światowej von Bock pracował w Sztabie Generalnym. W 1916 awansował na stopień majora. W kwietniu 1918 został odznaczony orderem Pour le Mérite. Po zakończeniu wojny w 1919 Fedor von Bock pozostał w Reichswehrze. Tam też 1 lutego 1929 został promowany do stopnia Generalmajor, zaś 1 lutego 1931 do stopnia Generalleutnant.
W okresie międzywojennym brał aktywny udział w organizowaniu niemieckich sił zbrojnych.
Na początku 1931 został mianowany dowódcą II Okręgu Wojskowego, mającego siedzibę w Szczecinie. W 1934 roku utrzymywał się na stanowisku dowódcy 2. dywizji piechoty. W 1936 ożenił się z Wilhelminą von der Osten, która urodziła mu córkę. Jesienią 1936 podczas nowych zmian personalnych został mianowany dowódcą 3. Grupy Armii, która znajdowała się razem ze sztabem w Dreźnie.
1 marca 1938 awansował na stopień Generalobersta. W 1938 podczas zajmowania Austrii przez wojska niemieckie został wyznaczony na głównodowodzącego wojsk interwencyjnych. Wydany przez niego rozkaz z dn. 11 marca 1938 stwierdzał:
„...Jeżeli jakieś grupy ludności (niem. Bevölkerungsteile) będą uczestniczyły w walce, należy bezwzględnie zastosować prawo wojenne. To samo dotyczy wrogich wystąpień jakiegokolwiek rodzaju, a więc wszelkich form biernego oporu przeciwko zarządzeniom i przedsięwzięciom armii niemieckiej...”.

## Rok 1939 i 1940
Fedor von Bock uczestniczył w agresji na Polskę w 1939 i był dowódcą Grupy Armii „Nord” nacierającej na Polskę z Prus Wschodnich i Pomorza Gdańskiego. Dowódca utworzonej 3 października 1939 Grupy Armii „B”, do której włączono 18 Armię. Fedor von Bock dowodził tymi oddziałami podczas agresji Niemiec na Holandię i Belgię, nacierając wzdłuż granicy holenderskiej do Akwizgranu. W wyniku operacji zaczepnych rozpoczętych 10 maja 1940 jego wojska zajęły Holandię oraz współdziałając z Grupą Armii „A” zniszczyły siły aliantów w północnej Belgii. 5 czerwca 1940 jego wojska przełamały obronę francuską nad Sommą i zajęły Paryż, opanowując Półwysep Bretoński.
19 lipca 1940 został mianowany feldmarszałkiem. Po pokoju z Francją, wojska von Bocka obsadziły linię demarkacyjną na południe od Loary i w pasie nadmorskim po Pireneje. Już wiosną 1940 razem z gen. Halderem, Bock zaczął snuć plany zawarcia pokoju z Wielką Brytanią i Francją.

## Front wschodni

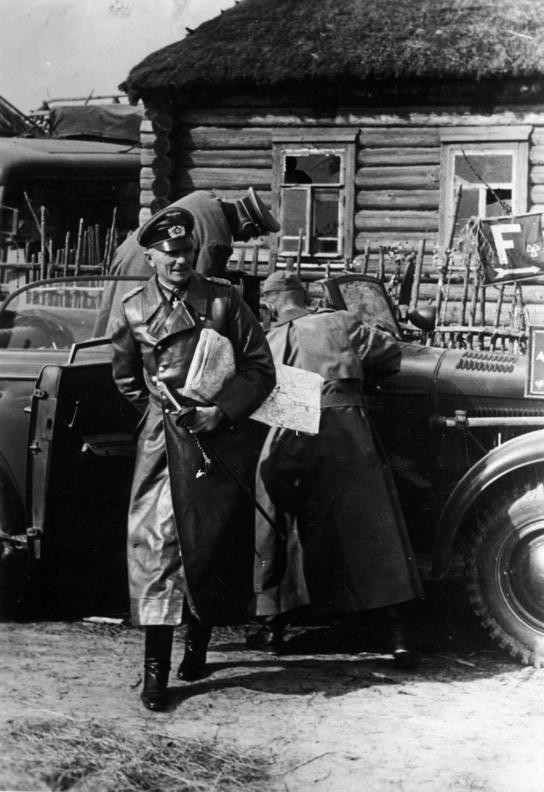
Fedor von Bock podczas operacji Barbarossa.

W 1941 von Bock uczestniczył w agresji na ZSRR; został mianowany dowódcą Grupy Armii „Mitte” (Grupa Armii "Środek"). Odnosił zwycięstwa w rejonie Wiaźmy i Smoleńska. Za zdobycie Smoleńska Hitler obiecał mu przemianowanie tego miasta na Bockburg. We wrześniu 1941 Bock zaplanował i koordynował operację Tajfun – największą ofensywę wojsk niemieckich II wojny światowej. Bock zamierzał przez uderzenie jednostek pancernych z rejonu Duchowszczyzny, Rosławia i Szostki przełamać obronę radziecką. Po klęsce pod Moskwą 19 grudnia 1941 został usunięty ze stanowiska. Guderian podaje, że Bock ustąpił na skutek choroby z zajmowanego stanowiska 20 grudnia, a jego następcą został mianowany Günther von Kluge.
W okresie od stycznia do lipca 1942 pełnił funkcję dowódcy G. A. „Süd” (na to stanowisko został skierowany po śmierci von Reichenaua), lecz po poniesionych klęskach został ponownie usunięty ze stanowiska. Jego następcą na tym stanowisku został mianowany Maximilian von Weichs. Od tego też czasu Fedor von Bock wycofał się z życia politycznego przechodząc w stan spoczynku.
Jeszcze przed 1944 spiskowcy za wszelką cenę starali się pozyskać osobę feldmarszałka, lecz ten oświadczył, że nie weźmie udziału w żadnym puczu, który by nie cieszył się poparciem Himmlera i SS. Mimo to został uznany przez sympatyków Hitlera za „zdrajcę”. Zmarł 4 maja 1945 w Oldenburgu na skutek ran odniesionych dzień wcześniej w wyniku ataku brytyjskiego samolotu szturmowego.